# Françoise d'Eaubonne
Françoise d'Eaubonneová (12. března 1920 Paříž – 3. srpna 2005 Paříž) byla francouzská spisovatelka a feministka.

## Život
Narodila se jako dcera člena anarchistické skupiny Sillon a španělské karlistické revolucionářky. Dětství prožívala v Toulouse, její otec fyzicky upadal atd. Byla hypersensibilní, na svět se dívala velmi kritickým pohledem militantní radikálky a feministky. Nějaký čas byla členkou francouzské Komunistické strany, 1971 spoluzaložila FHAR, Je na počátku hnutí ekofeminismu (1974), o několik let později založila ekologický feminismus (1978). Její život a tvorba se kříží a doplňuje s tím Colette, Simone de Beauvoir, Jean-Paul Sartre, Jean Cocteau a dalších.

## Dílo
- Hlavní romány
  - Le cœur de Watteau, 1944
  - Comme un vol de gerfauts, cena čtenářů 1947
  - Les Tricheurs, 1959
  - Jusqu'à la gauche, 1963
  - Je ne suis pas née pour mourir, 1982
  - Terrorist's blues, 1987
  - Toutes les sirènes sont mortes, 1992
  - Floralies du désert, 1995
- Hlavní biografie
  - La vie passionnée d'Arthur Rimbaud, 1957
  - La vie passionnée de Verlaine, 1959
  - Une femme témoin de son siècle, Germaine de Staël, 1966
  - La couronne de sable, vie d'Isabelle Eberhardt, 1967
  - L'éventail de fer ou la vie de Qiu Jin, 1977
  - Moi, Kristine, reine de Suède, 1979
  - L'impératrice rouge : moi, Jiang King, veuve Mao, 1981
  - L'Amazone Sombre : vie d'Antoinette Lix, 1983
  - Louise Michel la Canaque, 1985
  - Une femme nommée Castor, 1986
  - Les scandaleuses, 1990
- Výběr esejů
  - Le complexe de Diane, érotisme ou féminisme, 1951
  - Y a-t-il encore des hommes?, 1964
  - Le féminisme ou la mort, 1974
  - Les femmes avant le patriarcat, 1976
  - Contre violence ou résistance à l'état, 1978
  - Histoire de l'art et lutte des sexes, 1978
  - Écologie, féminisme : révolution ou mutation ?, 1978
  - S comme Sectes, 1982
  - La femme russe, 1988
  - Féminin et philosophie : une allergie historique, 1997
  - La liseuse et la lyre, 1997
  - Le sexocide des sorcières, 1999
  - L'évangile de Véronique, 2003
- Výběr básní
  - Colonnes de l'âme, 1942
  - Démons et merveilles, 1951
  - Ni lieu, ni mètre, 1981
- Mnoho dalších literárních aktivit jako pamflety (20 ans de mensonges, contre Longo Maï), překlady (básně Emily Brontë, kritická edice dopisů Flauberta atd.